# Emmy Wyda

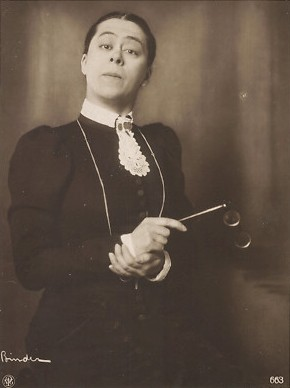
Emmy Wyda auf einer Fotografie von Alexander Binder

Emmy Wyda (eigentlich Emmy Wiede; * 2. März 1876 in Danzig, Deutsches Reich; † 22. Januar 1942 in Berlin, Deutsches Reich) war eine deutsche Schauspielerin.

## Leben und Wirken
Emmy Wyda war eine Tochter des Zahntechnikers Johann Heinrich Wiede und dessen Ehefrau Emilie Wiede-Focking (1837–1910), einer der ersten Zahnärztinnen in Deutschland. Die Kindergärtnerin und Kinderbuchautorin Therese Focking war ihre Tante. Seit 1896 stand Emmy Wyda auf Bühnen in Lüneburg, Barmen, Stuttgart, Köln und Norderney. 1904 erhielt sie ein Engagement am Schillertheater in Berlin.
Hier agierte sie in den folgenden Jahren am Thalia-Theater, am Theater am Nollendorfplatz, Theater im Admiralspalast, am Kleinen Theater und zuletzt am Rose-Theater. Seit 1913 stand sie häufig vor der Kamera, wo sie als Nebendarstellerin Mütterrollen und vor allem Tantenrollen übernahm und im Fach der „Komischen Alten“ agierte. Sie wirkte auch in den beiden Murnau-Filmklassikern Der letzte Mann (1924) und Faust – eine deutsche Volkssage (1926) mit.
Emmy Wyda starb 1942 in der Charité. Ihre letzte Ruhestätte fand sie auf dem Südwestkirchhof Stahnsdorf.

## Filmografie
- 1913: Komtesse Ursel
- 1913: Ilse und ihre drei Freier
- 1916: Dorritchens Vergnügungsreise
- 1916: Dorrits Eheglück
- 1916: Homunkulieschen
- 1917: Hoheit Radieschen
- 1917: Höhenluft
- 1918: Erste Liebe
- 1918: Der Dieb
- 1918: Wem nie von Liebe Leid geschah
- 1919: Tänzerin Tod
- 1919: Komtesse Dolly
- 1919: Staatsanwalt Jordan
- 1919: Veritas vincit
- 1920: Die Kwannon von Okadera
- 1921: Die drei Tanten
- 1921: Die Ratten
- 1921: Lotte Lore
- 1922: Die Gezeichneten
- 1923: Ein Glas Wasser
- 1924: Der letzte Mann
- 1925: Der Farmer aus Texas
- 1925: Der Hahn im Korb
- 1926: Annemarie und ihr Ulan
- 1926: Faust – eine deutsche Volkssage
- 1926: Hölle der Liebe – Erlebnisse aus einem Tanzpalast
- 1926: Der Liebe Lust und Leid
- 1926: Prinzessin Trulala
- 1926: Der Soldat der Marie
- 1927: Es zogen drei Burschen
- 1927: Kleinstadtsünder
- 1927: Die Lindenwirtin am Rhein
- 1927: Das Fräulein von Kasse 12
- 1928: Das Girl von der Revue
- 1928: Der Ladenprinz
- 1928: Lemkes sel. Witwe
- 1928: Polnische Wirtschaft
- 1929: Fräulein Fähnrich
- 1929: Der Herr vom Finanzamt
- 1929: Ja, Ja, die Frau’n sind meine schwache Seite
- 1929: Kehre zurück! Alles vergeben!
- 1929: Das närrische Glück
- 1929: Der Zigeunerprimas
- 1929: Das Tagebuch einer Verlorenen
- 1929: Fräulein Lausbub
- 1930: Ruhiges Heim mit Küchenbenutzung
- 1930: Die zärtlichen Verwandten
- 1930: Verklungene Träume
- 1932: Kavaliere vom Kurfürstendamm
- 1932: Liebe, Scherz und Ernst
- 1932: Lügen auf Rügen
- 1932: Moderne Mitgift
- 1932: Spione im Savoy-Hotel
- 1932: Im Bann des Eulenspiegels
- 1932: Der tolle Bomberg
- 1934: Herr Mahler in tausend Nöten
- 1934: Herz ist Trumpf
- 1934: Ich sing’ mich in dein Herz hinein
- 1934: Ihr größter Erfolg
- 1934: Die Liebe siegt
- 1934: Ich heirate meine Frau
- 1935: Alles hört auf mein Kommando
- 1935: Der Mann mit der Pranke
- 1935: Wenn die Musik nicht wär'
- 1936: Der Dschungel ruft
- 1936: Das Hermännchen
- 1936: Hilde Petersen postlagernd
- 1936: Das häßliche Entlein
- 1937: Liebe kann lügen
- 1937: Wie einst im Mai
- 1938: Großalarm
- 1939: Sommer, Sonne, Erika
- 1939: Nanette
- 1940: Rote Mühle
- 1941: Aufruhr im Damenstift

## Veröffentlichung
- Greift nur hinein. Lustige Verse. G. Danner, Mühlhausen 1939.